# Smith & Wesson Modelo 60
El Modelo 60 de Smith & Wesson es un revólver de cinco disparos, calibrado para los cartuchos .38 Special y .357 Magnum. Fue el primer revólver fabricado en acero inoxidable.

## Diseño
El Modelo 60 posee un tambor basculante y cuenta con martillo externo. Ha estado en producción desde 1965 y tiene la distinción de ser el primer revólver de producción regular completa en acero inoxidable. En 1996, fue introducido el armazón J Magnum, más resistente y el tambor se alargó para poder aceptar cartuchos .357 Magnum, (así como el .38 Special). El nuevo modelo reemplaza a la versión única en .38 Special y está disponible con cañones de 2,125" o 3", con uno de 5" introducido en 2005.

## Mecanismos de puntería
Las versiones más viejas se produjeron únicamente con alza y punto de mira fijos; los modernos vienen con alza ajustable y punto de mira fijo. A pesar de la reducción del alcance efectivo debido al cañón corto y, en consecuencia, el radio entre miras reducido, la versión de 2" es una de las armas de reserva y porte oculto preferida de agentes de policía y civiles.